# André Vianna
André Luiz Lopes Vianna é um compositor, cantor e cavaquinista de música popular brasileira.
Ganhou o troféu “Cavaquinho de Ouro”, em 1986, em festival realizado pela RIOTUR. 

## Discografias
- O samba é a nossa paixão[1]
- Grupo Nosso Canto[1]
- Festival 20 Anos do Projeto Seis e Meia
- Tempo Quente[1]
- Andre Viana & Elas ( DVD )
- Estou Apaixonado
- Não deu Valor
- Segredos
- Complicada
- Se Você quiser Curtir
- Aguenta Coração
- Fazer amor
- Você não soube me fazer Feliz